# Olympische Sommerspiele 1976/Teilnehmer (Costa Rica)
| Gelbes Symbol für Goldmedaillen mit stilisierten Olympischen Ringen | Graues Symbol für Silbermedaillen mit stilisierten Olympischen Ringen | Braundes Symbol für Bronzemedaillen mit stilisierten Olympischen Ringen |
| ------------------------------------------------------------------- | --------------------------------------------------------------------- | ----------------------------------------------------------------------- |
| —                                                                   | —                                                                     | —                                                                       |

Costa Rica nahm an den Olympischen Sommerspielen 1976 in der kanadischen Stadt Montreal mit vier Athleten, drei Männer und eine Frau, in neun Wettkämpfen in vier Sportarten teil. Ein Medaillengewinn gelang keinem der Athleten.
Fahnenträgerin bei der Eröffnungsfeier war die Schwimmerin María París.

## Teilnehmer nach Sportarten

### Bogenschießen
Männer
- Juan Wedel
34. Platz

- Luis González
37. Platz

### Radsport
Männer
- Carlos Alvarado Reyes
Straßenrennen: Rennen nicht beendet

### Schießen
Männer
- Hugo Chamberlain
Kleinkaliber Dreistellungskampf 50 m: 54. Platz
Kleinkaliber liegend 50 m: 68. Platz

### Schwimmen
Frauen
- María París
100 m Freistil: Vorläufe
200 m Freistil: Vorläufe
300 m Freistil: Vorläufe
100 m Schmetterling: Halbfinale
200 m Schmetterling: Vorläufe